# Notoxus blaisdelli
Notoxus blaisdelli es una especie de coleóptero de la familia Anthicidae.

## Distribución geográfica
Habita en California (Estados Unidos).